# David Edward Hughes

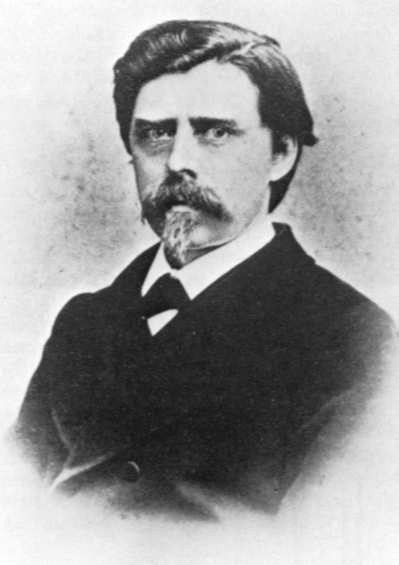
David Edward Hughes

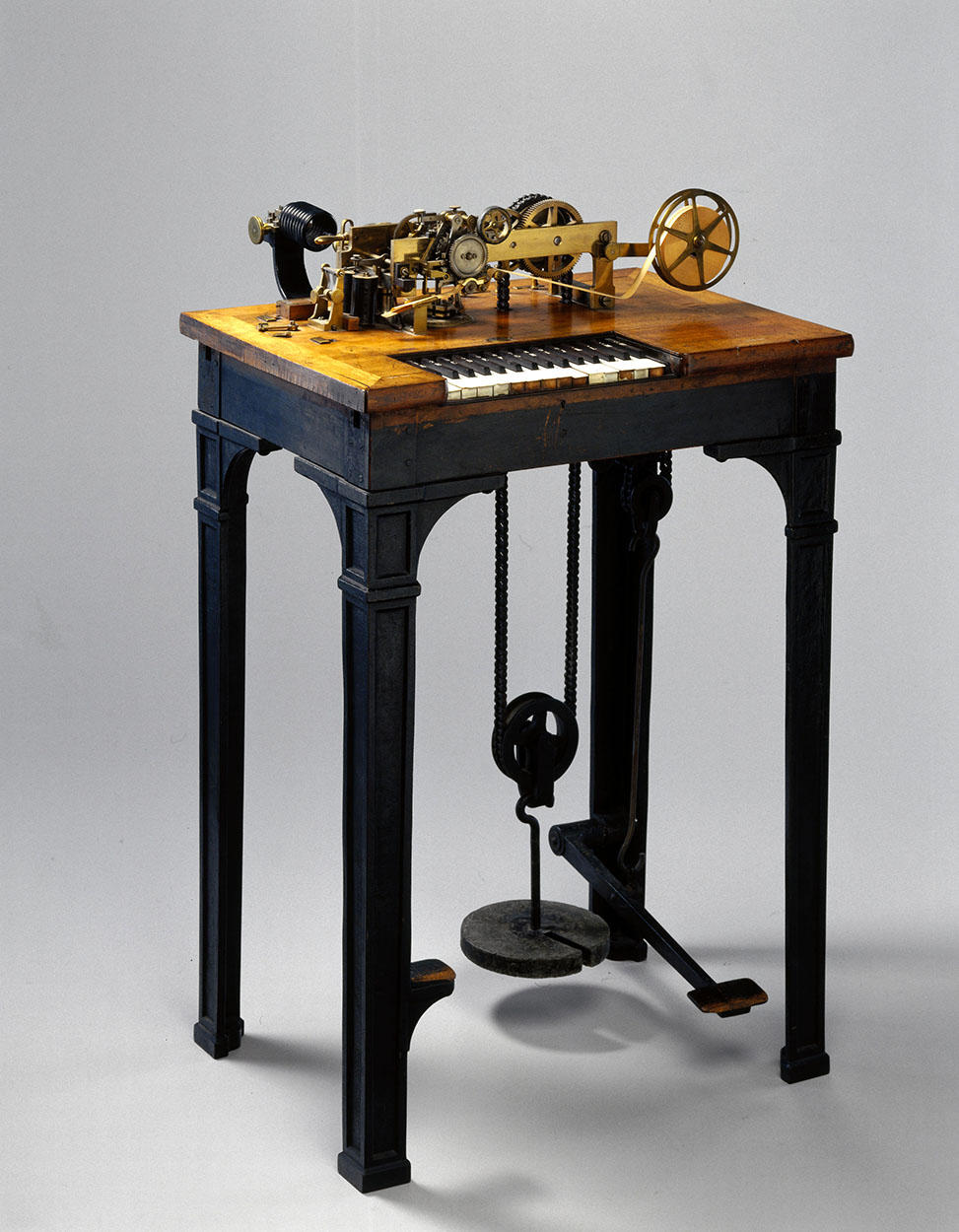
Typendrucktelegraf, 1860. Science Museum London.

David Edward Hughes (* 16. Mai 1831 in London oder Corwen, Wales; † 22. Januar 1900 in London) war ein britisch-amerikanischer Konstrukteur und Erfinder.

## Leben und Wirken
David Edward Hughes war der Sohn von David Hughes. Im Jahr 1838 wanderten seine Eltern mit ihm nach Virginia in den USA aus. Nach seiner Schulzeit studierte er Musik und Naturwissenschaften. 1850 bekam er in Kentucky eine Anstellung als Lehrer für Musik, Physik und Mechanik. Neben dieser Tätigkeit betrieb er umfangreiche technische Studien. Im Ergebnis stellte Hughes 1855 einen elektrischen Drucktelegrafen in der Öffentlichkeit vor, den Typendrucktelegrafen. Im Gegensatz zum Morsetelegrafen wurde hier direkt lesbarer Klartext beim Sender und beim Empfänger auf Papierstreifen gedruckt.
1857 kehrte Hughes nach Großbritannien zurück und ging nach England.
1865 experimentierte er mit einem importierten Telefon des deutschen Physikers und Erfinders Philipp Reis. Dessen Fernsprecher gilt als erstes funktionierendes Gerät zur Übertragung von Tönen über elektrische Leitungen. Auch Hughes konnte mit dem Apparat gute Resultate erzielen.
Die Genialität der Konstruktion wird daran deutlich, dass die „Hughes-Telegrafen“ bis ins 20. Jahrhundert hinein weltweit angewendet wurden. Weitere physikalische Studien brachten ihn 1878 dazu, ein verbessertes Kohlemikrofon in der Öffentlichkeit vorzustellen. Es handelte sich hierbei um die erfolgreiche Weiterführung von Experimenten von Thomas Alva Edison und Emil Berliner, die er auch weitgehend theoretisch untermauerte. Eine Beschreibung von Hughes’ Konstruktion findet sich hier: Hughes Fernsprecher. Angeblich war sein erstes Kohlemikrofon derart empfindlich, dass das Laufen einer Fliege hörbar gemacht werden konnte. Hughes verzichtete auf eine Patentierung und stellte sein Mikrofon zur freien Verfügung.
1879 entdeckte er bei Versuchen mit seinem Kohlemikrofon, dass die durch einen Wackelkontakt hervorgerufenen Funken seiner Apparatur im Kopfhörer eines über mehrere Meter entfernten Empfängers wahrnehmbar waren. Er konnte damit als Erster eine elektromagnetische Übertragung experimentell nachweisen, auch wenn er den Effekt zu diesem Zeitpunkt wissenschaftlich nicht erklären konnte und die damalige Fachwelt das Ganze lediglich als elektromagnetische Induktion einstufte.

In weiteren Versuchen erzeugte Hughes elektrische Funken kontrolliert mit Hilfe eines Uhrwerkunterbrechers.

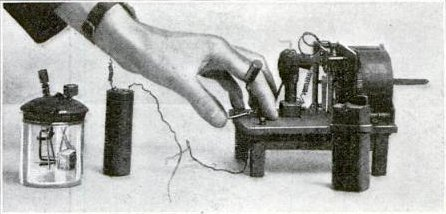
Hughes’ drahtloser Versuchsaufbau, den er 1879 für seine Experimente verwendete: Ein durch Uhrwerk gesteuerter Funkenerzeuger mit Batterie (rechts) und eine modifizierte Version seines Kohlemikrofons (links).

 Mit diesem Knallfunkensender und einem transportablen Empfänger begab er sich auf die Great Portland Street vor seiner Wohnung und konnte Signale noch in ca. 460 m Entfernung empfangen.
Am 20. Februar 1880 führte er seine Versuche ausgewählten Mitgliedern der Royal Society vor. Für das Mitglied George Gabriel Stokes handelte es sich bei dem beobachteten Effekt lediglich um eine simple elektromagnetische Induktion, keine „Energieübertragung durch die Luft“.
Enttäuscht setzte Hughes die Experimente privat fort und verzichtete auf jegliche Veröffentlichung seiner Ergebnisse.
Er holte dies erst 1899 in einem Artikel des Technikmagazins The Electrician nach und beschrieb dort die von ihm durchgeführten Experimente zwischen 1879 und 1886.
Im Alter von 68 Jahren starb David Edward Hughes am 22. Januar 1900 in der 40 Langham Street in London. Er wurde im Highgate Cemetery in London bestattet.

## Ehrungen
1880 wurde Hughes als Mitglied („Fellow“) in die Royal Society gewählt, die ihm 1885 die Royal Medal verlieh.